# Видре (Пљевља)
Видре је насеље у општини Пљевља у Црној Гори. Према попису из 2003. било је 177 становника (према попису из 1991. било је 147 становника).

## Демографија
У насељу Видре живи 136 пунолетних становника, а просечна старост становништва износи 37,2 година (34,6 код мушкараца и 39,9 код жена). У насељу има 58 домаћинстава, а просечан број чланова по домаћинству је 3,00.
Ово насеље је углавном насељено Србима (према попису из 2003. године).
|  |

| Демографија | Демографија | Демографија |
| Година      | Становника  | Становника  |
| ----------- | ----------- | ----------- |
|             |             |             |
|             |             |             |
|             |             |             |
|             |             |             |
| 1948.       | 158         |             |
| 1953.       | 187         |             |
| 1961.       | 233         |             |
| 1971.       | 237         |             |
| 1981.       | 233         |             |
| 1991.       | 147         | 147         |
| 2003.       | 174         | 177         |
|             |             |             |

| Етнички састав према попису из 2003.‍ | Етнички састав према попису из 2003.‍ | Етнички састав према попису из 2003.‍ | Етнички састав према попису из 2003.‍ | Етнички састав према попису из 2003.‍ |
| ------------------------------------ | ------------------------------------ | ------------------------------------ | ------------------------------------ | ------------------------------------ |
|                                      |                                      |                                      |                                      |                                      |
| Срби                                 | Срби                                 |                                      | 128                                  | 72,31%                               |
| Црногорци                            | Црногорци                            |                                      | 35                                   | 19,77%                               |
| Југословени                          | Југословени                          |                                      | 2                                    | 1,12%                                |
| Италијани                            | Италијани                            |                                      | 1                                    | 0,56%                                |
| непознато                            | непознато                            |                                      | 0                                    | 0,0%                                 |

| Година пописа     | 1948. | 1953. | 1961. | 1971. | 1981. | 1991. | 2003. |
| ----------------- | ----- | ----- | ----- | ----- | ----- | ----- | ----- |
| Број домаћинстава | 32    | 36    | 53    | 51    | 59    | 47    | 58    |

| Број чланова      | 1  | 2  | 3  | 4 | 5  | 6 | 7 | 8 | 9 | 10 и више | Просек |
| ----------------- | -- | -- | -- | - | -- | - | - | - | - | --------- | ------ |
| Број домаћинстава | 58 | 11 | 15 | 8 | 15 | 5 | 4 | 0 | 0 | 0         | 0      |

| Пол    | Укупно | Неожењен/Неудата | Ожењен/Удата | Удовац/Удовица | Разведен/Разведена | Непознато |
| ------ | ------ | ---------------- | ------------ | -------------- | ------------------ | --------- |
| Мушки  | 70     | 26               | 42           | 2              | 0                  | 0         |
| Женски | 73     | 14               | 42           | 15             | 2                  | 0         |
| УКУПНО | 143    | 40               | 84           | 17             | 2                  | 0         |

| Пол    | Укупно                    | Пољопривреда, лов и шумарство | Рибарство                            | Вађење руде и камена | Прерађивачка индустрија       |
| ------ | ------------------------- | ----------------------------- | ------------------------------------ | -------------------- | ----------------------------- |
| Мушки  | 35                        | 1                             | 0                                    | 7                    | 6                             |
| Женски | 10                        | 2                             | 0                                    | 0                    | 3                             |
| УКУПНО | 45                        | 3                             | 0                                    | 7                    | 9                             |
| Пол    | Производња и снабдевање   | Грађевинарство                | Трговина                             | Хотели и ресторани   | Саобраћај, складиштење и везе |
| Мушки  | 2                         | 7                             | 0                                    | 0                    | 3                             |
| Женски | 0                         | 0                             | 0                                    | 0                    | 0                             |
| УКУПНО | 2                         | 7                             | 0                                    | 0                    | 3                             |
| Пол    | Финансијско посредовање   | Некретнине                    | Државна управа и одбрана             | Образовање           | Здравствени и социјални рад   |
| Мушки  | 0                         | 0                             | 5                                    | 2                    | 1                             |
| Женски | 0                         | 1                             | 0                                    | 0                    | 2                             |
| УКУПНО | 0                         | 1                             | 5                                    | 2                    | 3                             |
| Пол    | Остале услужне активности | Приватна домаћинства          | Екстериторијалне организације и тела | Непознато            | Непознато                     |
| Мушки  | 1                         | 0                             | 0                                    | 0                    | 0                             |
| Женски | 0                         | 0                             | 0                                    | 2                    | 2                             |
| УКУПНО | 1                         | 0                             | 0                                    | 2                    | 2                             |

## Знамените личности
- Мирко Рондовић